# Charles-Marie Bouton
Charles Marie Bouton (Parigi, 16 maggio 1781 – Parigi, 28 giugno 1853) è stato un pittore francese.

## Biografia

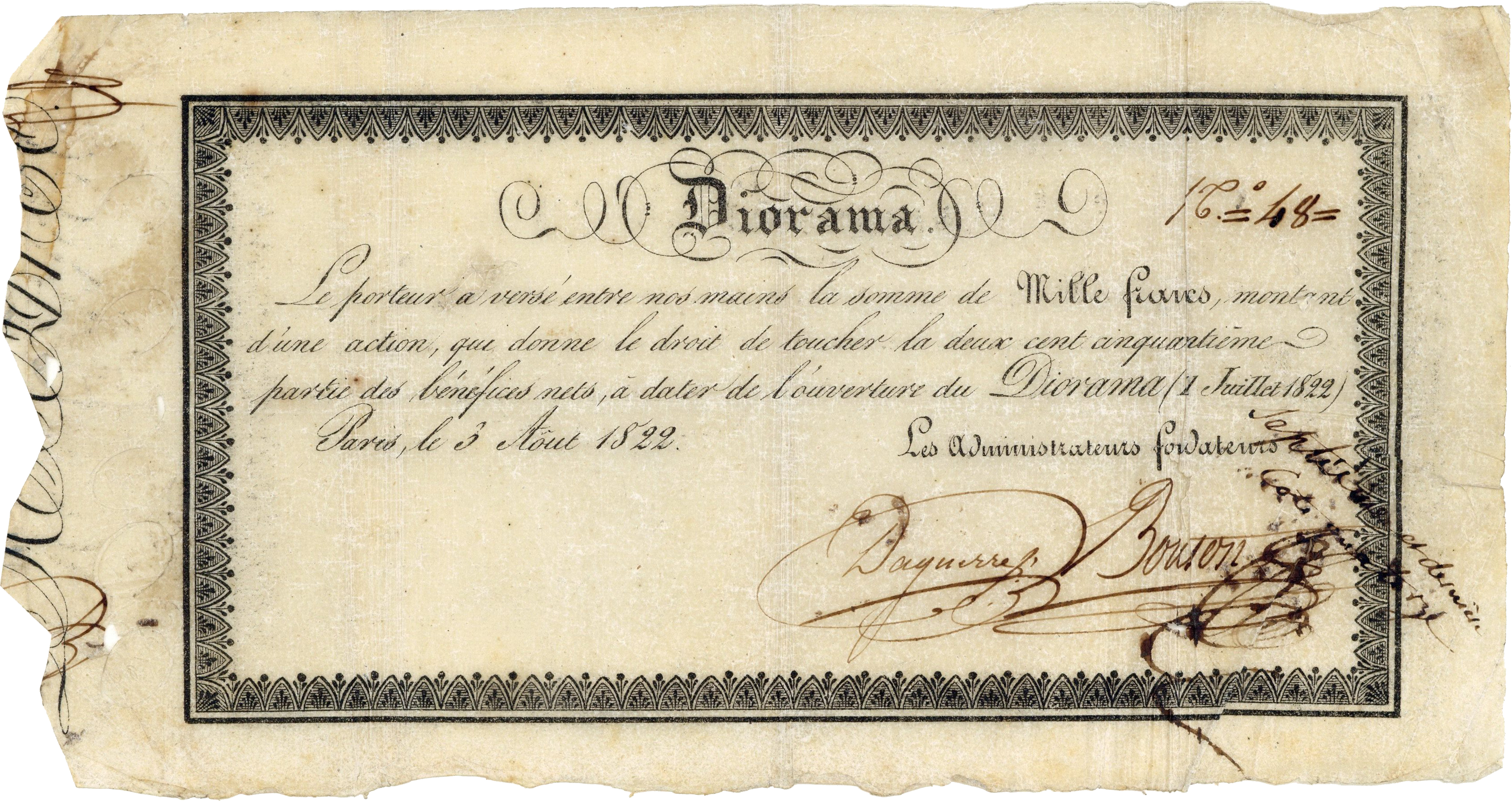
Azione della Société d'exploitation du Diorama de Paris da 1000 franchi, emessa il 3 agosto 1822 e firmata in originale dai due inventori e direttori fondatori Charles Marie Bouton e Louis Daguerre.

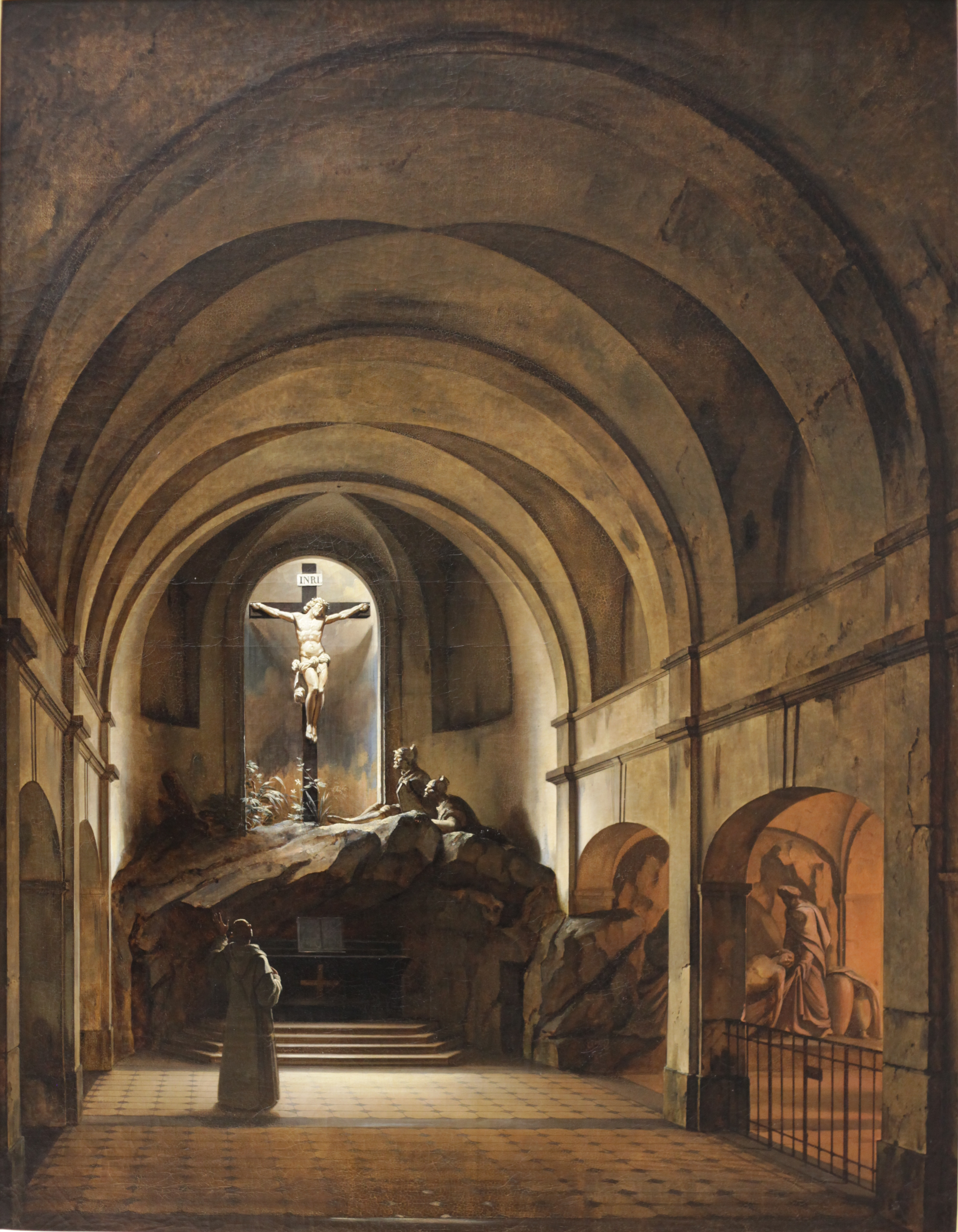
Cappella del Calvario nella chiesa di Saint-Roch

Buton fu allievo di Jacques Louis David, Jean-Victor Bertin e Pierre Prévost. Realizzatore di numerose vedute, fu particolarmente legato alla prospettiva e all'arte nella distribuzione della luce nello spazio. Questo lo portò anche all'invenzione del Diorama nel 1822, per la quale condivise l'onore con il pittore Louis Daguerre.
Bouton, che risiedette a lungo a Honfleur (in rue Bosquet), aveva avviato, insieme al suo socio Daguerre, un laboratorio di posa all'inizio del 1848.

## Opere
- Souterrains de Saint-Denis (1810)
- La Porte St-Jacques à Troyes (1810)
- Les Bains de Julien (1814)
- La Chapelle du Calvaire à St-Roch (1817)
- Saint-Louis au tombeau de sa mère (1819)
- Jeanne Gray allant au supplice (1822)
- Crypte de Saint-Gervais (1823)[3]
- Vue de Rouen prise de Bonsecours (vers 1829-1830)
- Vue de la cathédrale de Chartres (1833)
- Vue intérieure de l’église Saint-Étienne-du-Mont (1842)
- s.d. - Devant la prison, Musée des beaux-arts de Beaune